# Guyon Fernandez
Guyon Fernandez est un footballeur néerlandais d'origine curacienne, né le 18 avril 1986 à La Haye aux Pays-Bas. Il évolue comme attaquant.

## Biographie
Né à La Haye, Guyon effectue sa formation dans le club local du ADO.
Il intègre l'équipe première alors qu'elle se trouve en Eerste divisie lors de la saison 2007/08.
Il n'y reste qu'une saison puisqu'il est transféré à l'Excelsior Rotterdam, autre club d'Eerste divisie, en 2008.
Après une première saison timide, il réalise un superbe deuxième exercice en inscrivant quinze buts en vingt matchs, permettant ainsi à l'Excelsior d'être promu en Eredivisie.
La saison 2010-2011 s'annonce difficile, l'effectif étant constitué de beaucoup de jeunes joueurs entre 18 et 22 ans. Mais Guyon tire l'effectif vers le haut, inscrivant plus de dix buts toutes compétitions confondues. 
Le 5 mai 2011, alors que l'Excelsior est certain d'éviter la relégation directe mais pas encore les barrages, le Feyenoord Rotterdam annonce le recrutement de Guyon pour la prochaine saison dans le but de combler le départ de Luc Castaignos. En fin de contrat, il signe pour une durée de trois ans.

## Palmarès
- Coupe des Pays-Bas : 2014